# 凯莱比奥
凯莱比奥，是匈牙利南部巴奇-基什孔州所辖的一个村，总面积66.7平方公里，总人口3019，人口密度45人/平方公里（2002年）。地理坐标为46°12′N 19°37′E。